# Старожиловское городское поселение
Старожиловское городско́е поселе́ние — муниципальное образование в Старожиловском районе Рязанской области Российской Федерации.
Административный центр — рабочий посёлок Старожилово.

## История
Статус и границы городского поселения установлены Законом Рязанской области от 7 октября 2004 года № 98-ОЗ «О наделении муниципального образования Старожиловский район статусом муниципального района, об установлении его границ и границ муниципальных образований, входящих в его состав»

## Население
| 2010  | 2012  | 2013  | 2014  | 2015  | 2016  | 2017  |
| ----- | ----- | ----- | ----- | ----- | ----- | ----- |
| 6333  | ↗6339 | ↗6363 | ↘6338 | ↘6316 | ↘6310 | ↘6256 |
| 2018  | 2019  | 2020  | 2021  | 2023  |       |       |
| ↘6193 | ↘6109 | ↘6065 | ↘5899 | ↘5879 |       |       |

## Состав городского поселения
| №  | Населённый пункт  | Тип населённого пункта                  | Население |
| -- | ----------------- | --------------------------------------- | --------- |
| 1  | Алабино           | деревня                                 | ↘0        |
| 2  | Вороново          | село                                    | ↘104      |
| 3  | Двойники          | деревня                                 | →0        |
| 4  | Дроздово          | деревня                                 | ↘2        |
| 5  | Енинское          | деревня                                 | ↘0        |
| 6  | Карамышево        | деревня                                 | →0        |
| 7  | Кареево           | деревня                                 | ↗123      |
| 8  | Киселёво          | село                                    | ↘190      |
| 9  | Климентьево       | деревня                                 | ↘1        |
| 10 | Лужки             | деревня                                 | ↘0        |
| 11 | Лядихово          | деревня                                 | →0        |
| 12 | Матвеевка         | деревня                                 | ↘1        |
| 13 | Мелехово          | деревня                                 | ↘0        |
| 14 | Мишенево          | деревня                                 | ↘6        |
| 15 | Налескино         | деревня                                 | →0        |
| 16 | Никитинское       | село                                    | ↘25       |
| 17 | Новосёлки         | деревня                                 | ↘4        |
| 18 | Панинская Слобода | деревня                                 | ↘115      |
| 19 | Панинское         | село                                    | ↘0        |
| 20 | Пятинск           | деревня                                 | →0        |
| 21 | Ромоданово        | село                                    | ↘10       |
| 22 | Ромоданово        | хутор                                   | ↘37       |
| 23 | Сазоново          | деревня                                 | ↘1        |
| 24 | Соха              | деревня                                 | ↘317      |
| 25 | Старожилово       | рабочий посёлок, административный центр | ↘4935     |
| 26 | Хрущёво-Тырново   | деревня                                 | ↘8        |